# Route nationale 612
Pour les articles homonymes, voir Route 612.
La route nationale 612, ou RN 612, est une ancienne route nationale française reliant Estagel à Elne, dans le département des Pyrénées-Orientales.
À la suite de la réforme de 1972, elle a été déclassée en RD 612 sur l'intégralité de son parcours.
La route contourne plus ou moins l'agglomération de Perpignan au nord et à l'ouest.

## Tracé

### Communes traversées
- Estagel
- Col de la Bataille
- Millas
- Thuir
- Llupia
- Bages
- Montescot
- Elne

### Aménagements
- Axe de communication locale et de transit important, l'ancienne nationale va faire l'objet d'aménagements au droit de Thuir : déviation est de la ville de Thuir et déviation de Trouillas. Ces réalisations, financées par le Conseil général des Pyrénées-Orientales, devraient être réalisées après 2015.[Passage à actualiser]

## Sources
- Conseil général des Pyrénées-Orientales, Les grands projets routiers : routes départementales 612 et 615 / Déviations de Thuir, Llupia et Terrats, (page consultée le 4 mai 2008), < http://www.cg66.fr/routes_transports/routes/grands_projets/RD612_RD615/ >
- Conseil général des Pyrénées-Orientales, Les grands projets routiers : route départementale 612 / Déviation de Trouillas, (page consultée le 4 mai 2008), < http://www.cg66.fr/routes_transports/routes/grands_projets/RD612/ >